# Vivi Bach
Vivi Bach (Copenhague, 3 de septiembre de 1939-Ibiza, 22 de abril de 2013) fue una actriz de cine danés. Ella apareció en 48 películas entre 1958 y 1974.
Nació en Copenhague, Dinamarca, y murió en Ibiza, España, donde vivió con su marido, el actor de cine austriaco Dietmar Schönherr.

## Filmografía selecta
- Krudt og klunker (1958)
- Pigen og vandpytten (1958)
- Soldaterkammerater rykker ud (1959)
- Death Drums Along the River (1963)
- Las pistolas no discuten (1964)
- Mozambique (1964)
- Amore all'italiana (1965)
- Dýmky (1966)
- Elsk... din næste! (1967)
- Onkel Joakims hemmelighed (1967)
- Assignment K (1968)